# Hypsilurus modestus
Hypsilurus modestus är en ödleart som beskrevs av  Meyer 1874. Hypsilurus modestus ingår i släktet Hypsilurus och familjen agamer. Inga underarter finns listade i Catalogue of Life.